# Lödingsen
Lödingsen ist ein Dorf in Südniedersachsen. Es ist mit run 780 Einwohnern die drittgrößte Ortschaft des Fleckens Adelebsen im Landkreis Göttingen.

## Geographie

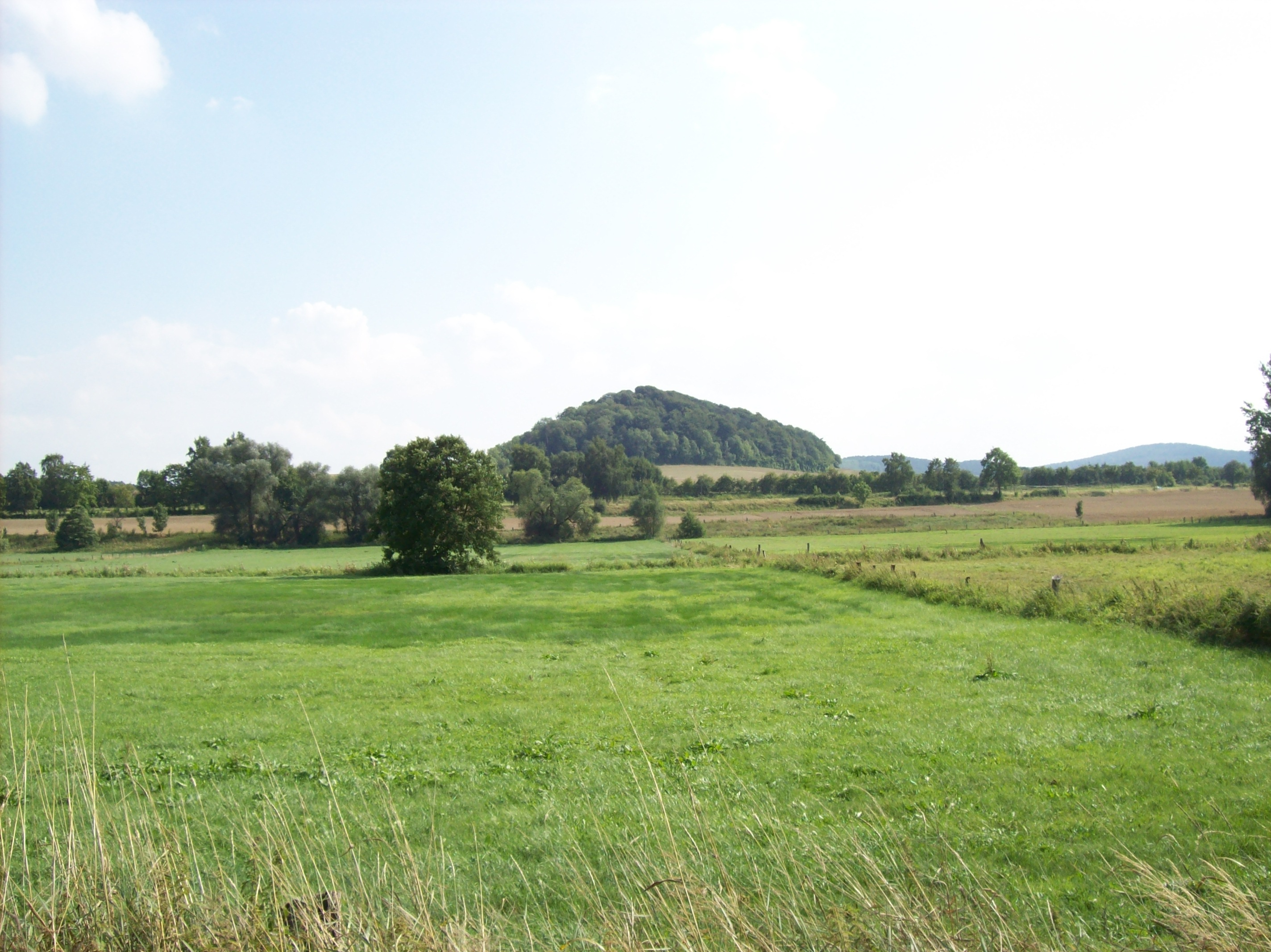
Das Schwülmetal mit dem Stapelberg im Hintergrund (2013)

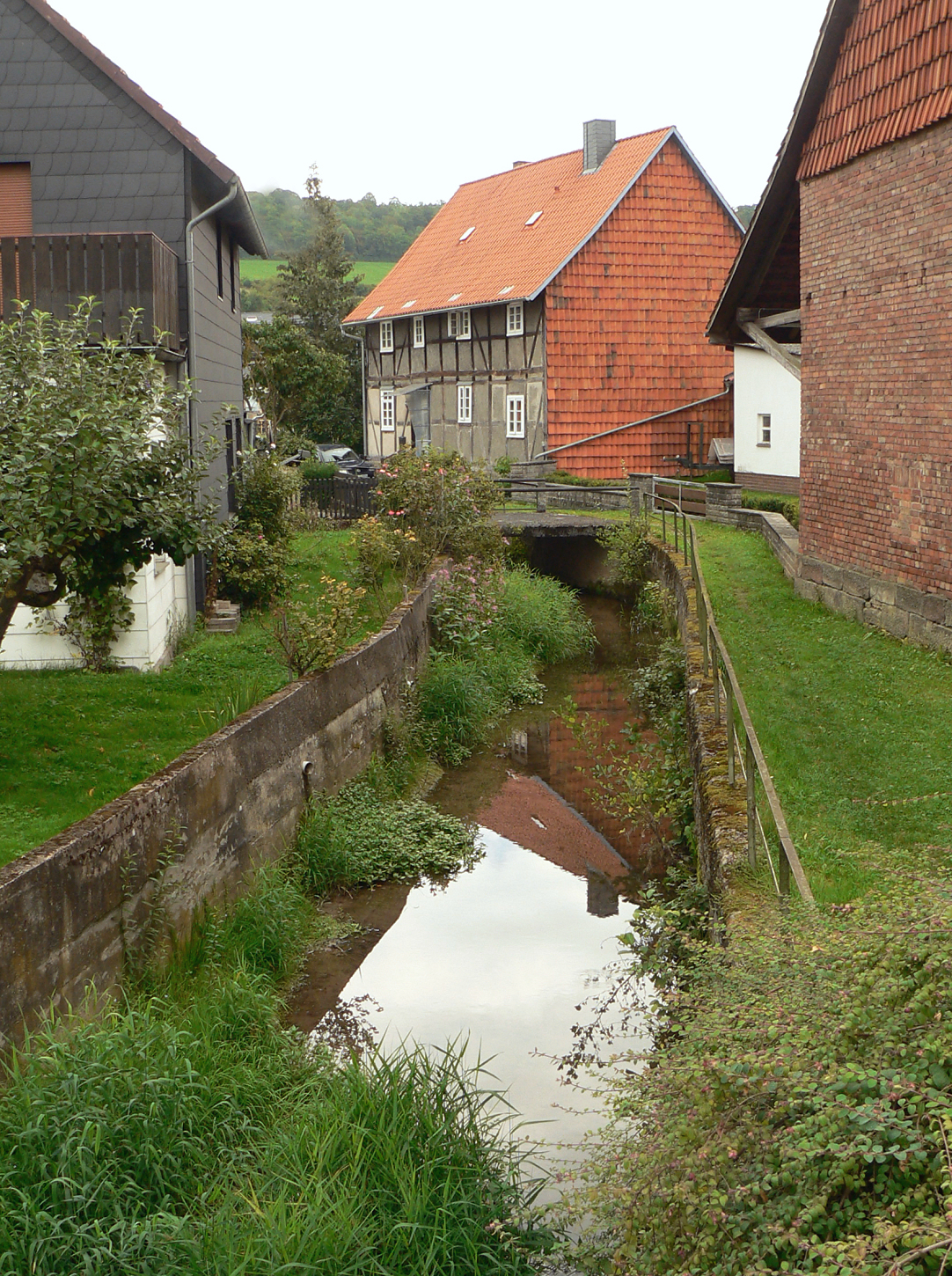
Die Schwülme in Lödingsen

Lödingsen liegt am Rande des Sollings zwischen den Städten Göttingen und Uslar auf etwa 180 m ü. NN. Zur 8,6 Quadratkilometer umfassenden Gemarkung Lödingsen gehören zirka 400 Hektar bewirtschaftetes Ackerland und 85 Hektar Wiesenfläche.
Das Dorf ist von bewaldeten Höhen Mühlenberg (Höhe 235 Meter), Lindenberg (Höhe 303 Meter), Ziegenberg (Höhe 240 Meter), Kükenberg (Höhe 245 Meter), Stapelberg (Höhe 252 Meter) und Hopfenberg (Höhe 248 Meter) umgeben. Höchste Erhebung ist die Bramburg. Dort wird seit 1870 der nördlichste Basalttagebau Deutschlands betrieben, durch den der einst 465 Meter aufragende Berg auf zirka 400 Meter abgetragen worden ist.
Die Hohle, Quelle in der „Südwiese“, Richtung Wibbecke, und die Schwülme mit Quellen in der Bramburg in der Nähe der Wüstung Vredewolt vereinen sich als zwei Bäche mitten im Ort und prägen das Bild des Ortskerns. Gleichzeitig sorgen die Gewässer oft für Hochwasser. Die größten Überschwemmungen gab es vor Weihnachten 1988, am 28. Oktober 1998 und 1. November 1998, im März 2000, am 29. September 2007 und am 13. November 2010.
Nachdem die Anlieger an der Schwülme im Ort eigenen Grund und Boden zur Verfügung gestellt hatten, konnte der kostenintensive und naturnahe Aus- und Rückbau des Bachbettes mit einer Renaturierung in den Jahren 2010 und 2011 erfolgen. Seither gab es keine nennenswerten Überflutungen mehr im Dorf. Vor dem Ort Lödingsen ist noch ein Rückhaltebecken geplant, um das Wasser bei Starkregenereignissen an die Unterlieger (Lödingsen, Adelebsen, Offensen) langsamer abgeben zu können und so die Hochwassergefahr weiter zu minimieren.
Der sogenannte „Notgraben“ (eine Wiesenbe- und -entwässerung), gebaut um 1800 und rechtsseitig parallel zur Schwülme ab dem Hohlweg nach Adelebsen hin verlaufend, war seit Ende des 20. Jahrhunderts fast zum Hauptarm des Baches geworden und sorgte ebenfalls für zu feuchte Wiesen im Sommer. Erst seit 2001 mit dem Ausbaggern der Schwülme ab dem Hohlwegwehr begonnen wurde, ist bei Starkregen Besserung eingetreten.

## Geschichte
Die erste Erwähnung Lödingsens erfolgte in einer Schenkungsurkunde Ottos III. vom 10. August 990. Darin vermachte er seiner Schwester Sophia, die Kanonissin des Klosters Gandersheim, mit Königsgut in Form von 30 Hufen Land in verschiedenen Siedlungen im Leinegau. Auch andere Namen des Ortes, wie etwa Luidingehuson, Ludigessen, Lodingessen, Lodighessen, Lodingissen, Leudingessen, Lonsen und Löhnsen werden urkundlich erwähnt. Der heutige Name schließlich kristallisierte sich aus diesen Benennungen am Ende des 18. Jahrhunderts heraus.
Den größten Teil am Besitz des Ortes, in dem sich zwischen 1170 und 1486 Vertreter des Rittergeschlechtes de Lodingessen nachweisen lassen, gehörten den Herren von Uslar. Sie veräußerten im Jahre 1358 alle Güter und die dazugehörigen Rechte an die Herren von Adelebsen. Das Gericht auf dem Tie wurde nach Adelebsen verlegt und Lödingsen zählte bis 1852 zum Patrimonialgericht Adelebsen.
Im 14. und 15. Jahrhundert verlor Lödingsen an Einwohner, die in die expandierenden Städte
wie Göttingen, Northeim, und Einbeck abwanderten. Ab dem 16. Jahrhundert bildeten die Dörfer Lödingsen, Erbsen und Wibbecke gemeinsam ein Kirchspiel.
Seit Ende des 18. Jahrhunderts werden Verstorbene des Ortes nicht mehr auf dem Friedhof in Erbsen, sondern auf dem dorfeigenen Friedhof beerdigt werden.
Bis ins 19. Jahrhundert bildete die Landwirtschaft die Haupterwerbsquelle. Die Dorfbewohner hatten für die Nutzung des Landes Naturalabgaben wie Zinskorn, Zinsfrüchte, Zinshühner und Zinseier zu zahlen. Darüber hinaus mussten Kopfsteuern entrichtet sowie Hand- und Spanndienste geleistet werden. Die Agrarreform Mitte des 19. Jahrhunderts brachte nur eine leichte Linderung der Lage mit sich, da mit dem Anstieg der Bevölkerung die Armut zunahm. Die Leinenweberei wurde zum wichtigsten Erwerbszweig. Ähnlich aber wie schon im 14. und 15. Jahrhundert wanderten wieder viele Einwohner ab. Ab dem zweiten Drittel des 19. Jahrhunderts gingen sie vornehmlich nach Amerika.
Leichte Verbesserungen traten ein, als der Basaltabbau auf der Bramburg einsetzte, doch erlagen die Lödingser bei der Forstteilung von 1833 bis 1836 einem entscheidenden Fehler. Sie verzichteten auf den Besitz des Gesteins, so dass die Pacht- und Steuereinnahmen dem Baron von Adelebsen sowie dem Flecken Adelebsen zugutekamen. Der fabrikmäßige Abbau des Basalts erfolgte ab 1870. Den einzigen Vorteil, den die Lödingser aus dem Abbau ziehen konnten, war es, einen Arbeitsplatz zu bekommen. So waren es 1890 rund 90 Arbeiter aus Lödingsen, die auf die Bramburg kamen. Im Jahre 1936 ließen sich noch 63 Arbeiter nachweisen.
In der Zeit des Nationalsozialismus erfolgte die Gleichschaltung aller Vereine des Dorfes. Zwei Lödingser Bürger, die als KPD-Mitglieder bekannt waren, wurden in ein Konzentrationslager deportiert.
Nach dem Zweiten Weltkrieg zogen in großem Umfang Flüchtlinge zu. Während 1939 noch 631 Einwohner registriert waren, wuchs ihre Zahl bis ins Jahr 1948 auf 1350 an. Durch den knapp gewordenen Wohnraum war die Erschließung neuer Baugebiete notwendig.
So entstand 1950 zunächst die Siedlung Gartenstraße, 1960 folgte die Siedlung Rischenanger, 1963 die Neubausiedlung Am Sande sowie 1973 die Weberwiesen.
Der Ort war nach dem Zweiten Weltkrieg bis Ende 1972 eine selbstständige Gemeinde und gehörte zum Landkreis Northeim.
Bürgermeister der selbstständigen Gemeinde Lödingsen waren seit 1945: Karl Teuteberg bis März 1946, danach bis Oktober 1946 Friedrich Wittwer und danach Louis Borchert. Mit Hans Skowronek wurde 1949 erstmals ein Neubürger gewählt, 1950 dann Karl Teuteberg, ab 1952 Albert Fornefett, 1956 wieder Karl Teuteberg und 1961 Günter Buhre, ab 1964 wieder Fritz Wittwer und 1971 Rudolf Hille.
Bei der niedersächsische Gebiets- und Verwaltungsreform wurde am 1. Januar 1973 der neue Flecken Adelebsen, dem Lödingsen sich anschloss. Seit der Gebietsreform gehört Lödingsen zum Landkreis Göttingen.
Bürgermeister und Gemeindedirektor in Lödingsen während und bis zum Ende der Reform war Rudolf Hille, der anschließend noch vom 1. Januar 1973 bis 12. November 1991 als Ortsbürgermeister des Ortsrates Lödingsen und auch langjährig als Ratsherr und stellvertretender Bürgermeister des Flecken Adelebsen aktiv war.
1991 bis 1993 führte Günter Hartmann die Geschäfte als Ortsbürgermeister, nach seinem Ableben dann kommissarisch Norbert Vogt-Wackerow von August 1993 bis Oktober 1993. Seit dem 12. Oktober 1993 ist Norbert Hille Ortsbürgermeister in Lödingsen.
Bis 2011 haben die etablierten Parteien in Lödingsen eigene Wahllisten aufgestellt. 2016 hat sich mangels Kandidaten die Wählergruppe „Gemeinsame Liste Lödingsen“ aus Mitgliedern der Parteien und Interessierten zusammengefunden und trat zur Wahl an. Somit gehören alle 7 Ortsräte der bis 2021 laufenden Wahlzeit der GLL an.

## Politik

### Ortsrat
Lödingsen wird auf kommunaler Ebene von einem Ortsrat mit sieben Mitgliedern vertreten.
Seit der Kommunalwahl 2021 setzt sich der Ortsrat ausschließlich aus einer Ratsfrau und sechs Ratsherren der Wählergruppe „Gemeinsame Liste Lödingsen“ (WG GLL) zusammen.

### Ortsbürgermeister
Ehrenamtlicher Ortsbürgermeister ist Norbert Hille (WG GLL). Seine Stellvertreter sind Cord Friedrich Buhre und Dirk Möhlke (beide WG GLL).

### Wappen
Das Wappen von Lödingsen zeigt im blauen Felde ein volkskundliches Symbol bäuerlicher Prägung. Aus dem mit sechs Herzen belegten goldenen Rad wächst ein goldener Lebensbaum, auf dem zwei sich zugewandte goldene Singvögel sitzen. Die Farben des Ortes sind Blau-Gelb.

## Verkehr

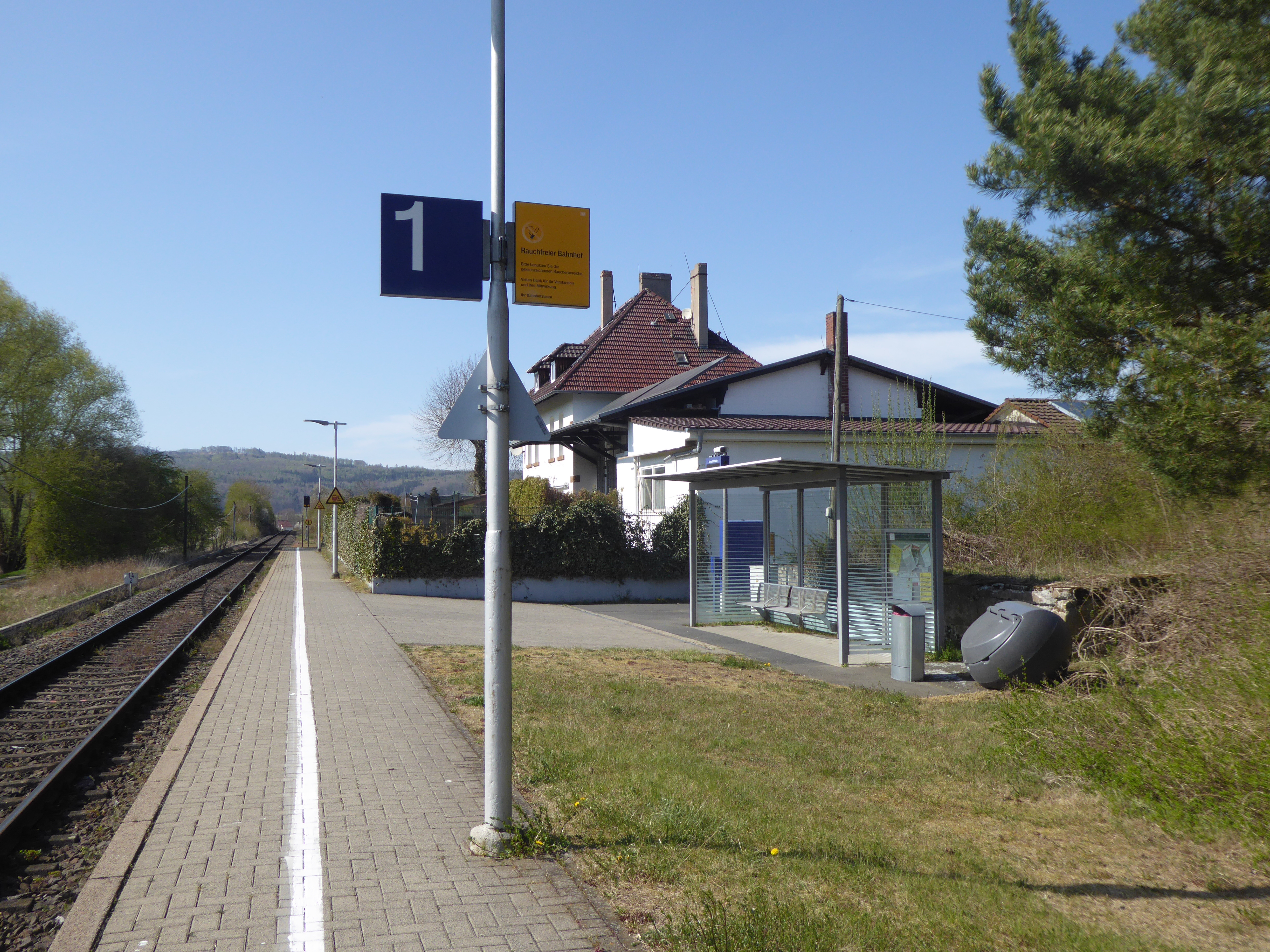
Bahnstation Lödingsen (2020)

Seit 1910 besteht die Bahnstrecke Göttingen–Bodenfelde mit Haltepunkt in Lödingsen. Hauptgrund für den Bau der Strecke war der damalige Bramburger Basaltabbau. Auch heute läuft viel Güterverkehr auf der Schiene. Da der Bahnhof auch Erbsen mitbedienen sollte, liegt er am Ostende des Ortes.
Die unbeschrankten Bahnübergänge wurden im 2013 gesichert. Der Bahnübergang Gartenstraße ist nur noch fußläufig zu nutzen, der Bahnübergang Auf dem Kampe wurde mit Halbschranken ausgestattet (ebenso der im Nachbarort Erbsen). Seit dem 15. Dezember 2013 wird die Strecke durch die NordWestBahn betrieben. Diese erweiterte das Angebot gegenüber dem früheren Betreiber DB Regio. Die Züge fahren in Bodenfelde weiter über die Sollingbahn bis Ottbergen (auch als Oberweserbahn bezeichnet) und sind bis Paderborn durchgebunden.
Des Weiteren gibt es eine Buslinie der RBB in Richtung Göttingen und Uslar/Holzminden.

## Wirtschaft
Im Ort gibt es mehrere Mittel- und Kleinbetriebe. Neben dem gemeindlichen Sportplatz, der vom VfB Lödingsen von 1919 e. V. unterhalten wird, verfügt Lödingsen auch über eine von 1972 bis 1975 in Eigenleistung erbaute Sporthalle von 28 m × 14 m Grundfläche für Sport und Großveranstaltungen. Darin integriert wurde damals eine Garage für das Tragkraftspritzenfahrzeug der Freiwilligen Feuerwehr. Im Jahr 1985 wurde ebenfalls in Eigenleistung ein Raum für kleinere Feiern und Vereinsbesprechungen angebaut. Vom Juli 2006 bis zum Juni 2007 wurde die Sporthalle saniert und die Feuerwehr baute für das zweite Fahrzeug eine Garage an.
Weiterhin gibt es den 1996 aus dem Spielkreis Lödingsen entstandenen Regenbogenkindergarten, in dem 25 Kinder in einer Kindergartengruppe und seit 2010 auch 15 Kleinkinder in einer Krippengruppe täglich betreut werden. Zwei weitere Kinderspielplätze sind in der Gartenstraße und Am Sande (im Neuaufbau) zu finden. Ein Jugendraum und der Feuerwehrschulungsraum sind in der ehemaligen Dorfschule untergebracht, des Weiteren gibt es einen Bolzplatz, zwei Schutzhütten und gut ausgebaute Wander- bzw. Radfahrwege zu den Nachbarorten Erbsen und Adelebsen.